# Chalepides howdenorum
Chalepides howdenorum är en skalbaggsart som beskrevs av Joly och Hermes E. Escalona 2002. Chalepides howdenorum ingår i släktet Chalepides och familjen Dynastidae. Inga underarter finns listade i Catalogue of Life.